# 威爾斯谷 (加利福尼亞州)
威爾斯谷（英語：Valley Wells）是位於美國加利福尼亞州因約縣的一個人口普查指定地區。

## 地理
威爾斯谷的座標為35°49′42″N 117°19′54″W / 35.82833°N 117.33167°W，而該地最高點為海拔高度533米（即1749英尺）。

## 人口
根據2010年美國人口普查的數據，威爾斯谷的面積為27.809平方千米，當中陸地面積為27.632平方千米，而水域面積為0.177平方千米。當地共有人口0人，而人口密度為每平方千米0人。